# Un meraviglioso modo di salvarsi
| Recensione | Giudizio |
| ---------- | -------- |
| Newsic     | 7/10     |
| Ondarock   | 6/10     |
| Rockit     | Positivo |
| Rockol     | 7,5/10   |

Un meraviglioso modo di salvarsi è il terzo album in studio del duo musicale italiano Coma Cose, pubblicato il 4 novembre 2022 dalla Asian Fake ed Epic.

## Descrizione
Il duo ha raccontato il processo creativo e il significato dell'album, prodotto dai Mamakass e Fausto Lama:

## Promozione
Il lavoro è stato anticipato dal singolo Chiamami uscito il 7 ottobre 2022. Il 17 novembre successivo è uscito il video per la quinta traccia La resistenza. Il 7 febbraio 2023 la coppia partecipa al Festival di Sanremo con il brano L'addio dove è uscita una riedizione del disco.

## Tracce
Testi e musiche di Fausto Zanardelli, Francesca Mesiano, Fabio Dalè, Carlo Frigerio.
1. Oltre gli alberi (skit) – 1:08
2. Chiamami – 3:32
3. Odio i motori – 3:35
4. Transistor – 3:12
5. La resistenza – 3:16
6. Foschia – 6:03
7. Rumore sociale (skit) – 2:10
8. Napster – 3:15
9. Calma workout – 3:04
10. Sto mettendo ordine – 3:57
11. Maldinoia – 3:10
12. Giorni opachi – 3:52
13. Sei di vetro – 3:07
14. Epilogo (skit) – 0:44

Traccia bonus nella riedizione streaming del 2023
1. L'addio – 3:28

## Classifiche
| Classifica (2022) | Posizione massima |
| ----------------- | ----------------- |
| Italia            | 16                |